# Kim Newman
Kim Newman (født 31. juli 1959 i London) er en engelsk romanforfatter, anmelder og tv-vært med en omfattende baggrund inden for teater, radio og tv; opvokset i Somerset og uddannet på University of Sussex.
Han er især kendt for romanen Anno Dracula (1992), der regnes for en af de bedste vampyrromaner overhovedet. Romanen er en direkte fortsættelse af Bram Stokers roman Dracula, blot med den finte, at det her er grev Dracula, der har vundet over vampyrjægeren Van Helsing, ikke omvendt. Derved er England på vej til at blive et land befolket og regeret af vampyrer. Men i Soho er en vampyrmorder løs, bevæbnet med en sølvkniv og kendt som Jack the Ripper.
Kim Newmans episke Dracula-fortælling fortsætter i The Bloody Red Baron, der foregår under 1. verdenskrig, Dracula Cha Cha Cha (også kaldet Judgment of Tears), der foregår i Rom år 1959, Johnny Alucard (2013), hvor en ung, reinkarneret udgave af Dracula kommer til USA, Seven Days in Mayhem (2017), som er en tegneserie, samt One Thousand Monsters (2017) og Daikaiju (2019), der begge foregår i Japan.
En række af Kim Newmans tidligste romaner er udgivet under navnet Jack Yeovil og var oprindeligt tænkt som rollespilsbøger, men har fået deres eget liv som skønlitteratur. 
Kim Newmans romaner og noveller hører til i genrerne horror, science fiction og fantasy, og Newman opfattes i det hele taget som en autoritet inden for disse genrer.
Kim Newman har skrevet en lang række fagbøger, især om film og tv, og har arbejdet som film- og boganmelder for en lang række publikationer, deriblandt Empire (medredaktør), The Guardian, The Independent, Monthly Film Bulletin, The New Statesman, The Observer, Premiere, Q, Shock Xpress, Sight and Sound (medredaktør), Time Out og Video Watchdog. Han var fast filmanmelder for Channel 4 Daily gennem tre år og medvirker regelmæssigt i radio og tv. 
Desuden indtaler han hyppigt kommentarlydspor til dvd-udgivelser af klassiske film, og har skrevet en række tv-dokumentarer samt indledt film for bl.a. BBC2's The Film Club.
Kim Newmans skuespil inkluderer Another England, Deep South, Magic Circle, My One Little Murder Can't Do Any Harm, The Gold Diggers of 1981, The Roaring Eighties og Rock, Rock, Rock, Rock, Rock, Rock, Rock, Rock, Rock, Rock, Rock, Rock, Rock, Rock, Rock, Rock, Rock, Rock, Rock, Rock, Rock, Rock, Rock, Rock, Rock, Rock, Rock. 
Hans novelle Week Woman blev filmatiseret som en episode i Tony Scott & Ridley Scotts tv-serie The Hunger (1999). Han har selv skrevet og instrueret kortfilmen Missing Girl (2001). 

## Kim Newman-romaner
- The Night Mayor (1989)
- Bad Dreams (1990)
- Jago (1991)
- Anno Dracula (1992)
- The Quorum (1994)
- The Bloody Red Baron (1996)
- Back in the USSA (1997)
- Dracula Cha Cha Cha (1998)
- Life's Lottery (1999)
- Time and Relative (2001)
- Johnny Alucard (2013)
- An English Ghost Story (2014)
- The Secrets of Drearcliffe Grange School (2015)
- Angels of Music (2016)
- Anno Dracula 1899: One Thousand Monsters (2017)
- The Haunting of Drearcliff Grange School (2018)
- Anno Dracula 1999: Daikaiju (2019)

## Jack Yeovil-bøger
- Drachenfels (1989)
- Demon Download (1990)
- Krokodil Tears (1990)
- Comeback Tour (1991)
- Beasts in Velvet (1993)
- Genevieve Undead (1993)
- Route 666 (1994)
- Orgy of the Blood Parasites (1994)
- Silver Nails (2002)
- The Vampire Genevieve (2005)

## Novellesamlinger
- The Original Dr Shade, and Other Stories (1994)
- Famous Monsters (1995)
- Back in the USSA (1997)
- Where the Bodies Are Buried (2000)
- Seven Stars (2000)
- Unforgivable Stories (2000)
- Dead Travel Fast (2005)
- The Man from the Diogenes Club (2006)
- The Secret Files of the Diogenes Club (2007)
- Mysteries of the Diogenes Club (oktober 2010)
- Professor Moriarty: The Hound of the D'Urbervilles (2011)

## Fagbøger
- Ghastly Beyond Belief: The Science Fiction and Fantasy Book of Quotations (med Neil Gaiman) (1985)
- Nightmare Movies: A Critical History of the Horror Film Since 1968 (1985)
- Horror: 100 Best Books (med Stephen Jones) (1988)
- Wild West Movies: Or How the West Was Found, Won, Lost, Lied About, Filmed and Forgotten (1990)
- The BFI Companion to Horror (1996)
- Millennium Movies: End of the World Cinema (1999)
- BFI Film Classics: Cat People (1999)
- Science Fiction/Horror Sight and Sound Reader (2001)
- BFI TV Classics: Doctor Who (2005)
- Horror: Another 100 Best Books (med Stephen Jones) (2005)
- Horror: The Complete Guide to the Cinema of Fear (med James Marriott) (2005)

## Priser
- The Bram Stoker Award for Bedste Faglitteratur (Horror: 100 Best Books)
- The British Science Fiction Award for Bedste Novelle (The Original Dr Shade)
- The Children of the Night Award for Bedste Roman (Anno Dracula)
- The Fiction Award of the Lord Ruthven Assembly (Anno Dracula)
- The International Horror Critics' Guild Award for Bedste Roman (Anno Dracula)
- The International Horror Critics' Guild Award for Bedste Kortroman (Coppola's Dracula)
- Prix Ozone (Meilleur Roman de Fantastique étranger, 1999)
- The British Fantasy Award for Bedste Novellesamling (Where the Bodies Are Buried)
- Rondo Hatton Classic Horror Award som Favorite DVD Reviewer 2009